# Mesochorus ruficornis
Mesochorus ruficornis là một loài tò vò trong họ Ichneumonidae.